# Schlipfhalden
Schlipfhalden (mundartlich: Schliapfholdə) ist ein Gemeindeteil der Gemeinde Balderschwang im bayerisch-schwäbischen Landkreis Oberallgäu.

## Geographie
Das Dorf liegt circa zwei Kilometer südwestlich des Hauptorts Balderschwang im Vorderen Bregenzerwald. Das Tal heißt Balderschwanger Tal, die Bergkette Siplingerkopf-Schichtkamm. Südlich von Schlipfhalden fließt die Bolgenach, die hier zum Teil die Staatsgrenze zum vorarlbergischen Hittisau bildet.

## Ortsname
Der Ortsname setzt sich aus den mittelhochdeutschen Wörtern slipfe für Erdrutsch und halde für Abhang zusammen und bedeutet Siedlung am erdrutschgefährdeten Abhang.

## Geschichte
Schlipfhalden wurde erstmals urkundlich im Jahr 1485 erwähnt. Im Jahr 1808 wurden elf Wohnhäuser im Ort gezählt. In den 1970er Jahren wurde das Bungalowdorf in Schlipfhalden erbaut.